# Kotlina Marmaroska

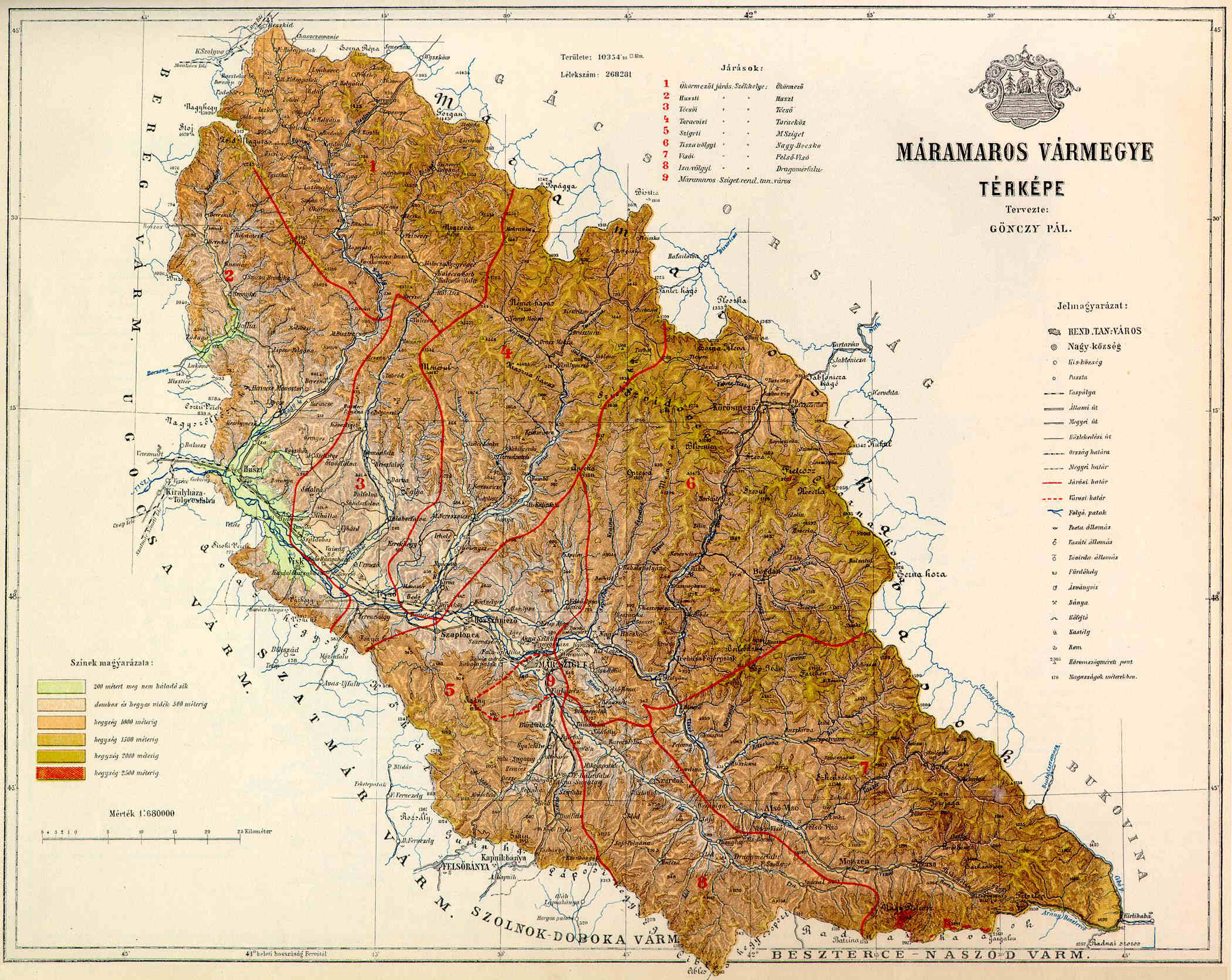
Komitat Marmarosz

Kotlina Marmaroska (523.2; rum. Depresiunea Maramureșului, ukr. Мармароська котловина – Marmaros'ka kotłowyna) – rozległa kotlina w Wewnętrznych Karpatach Wschodnich. Część północna należy obecnie do Ukrainy (obwód zakarpacki), część południowa – do Rumunii (okręg Marmarosz). Do 1918 była to centralna część komitatu Máramaros w Królestwie Węgier. Stanowi centralną część krainy historycznej Marmarosz.
Kotlina Marmaroska rozciąga się na osi północny zachód – południowy wschód na długości około 150 km. Od północy ograniczają ją Tupy, Połonina Borżawa, Połonina Czerwona, Świdowiec, Czarnohora i Karpaty Marmaroskie, od południa – Góry Oaș, Góry Gutyńskie, Góry Cybleskie i Góry Rodniańskie. Kotlina otwiera się na wschodzie Przełęcz Prislop (1413 m n.p.m.) koło Borșy, na zachodzie zamykają ją poprzeczne pasma Tupego i gór Oaş koło Chustu. Osią obniżenia płyną rzeki Vișeu i Iza w części wschodniej oraz górna Cisa w części zachodniej.
Dno Kotliny Marmaroskiej jest pagórkowate, leży na wysokości od 300 do 700 metrów n.p.m. Tworzy je w części eoceński flisz karpacki, a w części – utwory neogeńskie w wysadami soli kamiennej. Klimat kotliny jest surowy ze względu na długie i śnieżne zimy, wobec czego rolnictwo jest słabo rozwinięte. Rumuńska część kotliny jest izolowana od reszty kraju przez pasma górskie i względnie trudno dostępna.
Największymi miastami Kotliny Marmaroskiej są Syhot Marmaroski, Borșa i Vișeu de Sus w części rumuńskiej oraz Chust w części ukraińskiej.